# La Force des ténèbres (roman)
Pour les articles homonymes, voir La Force des ténèbres.
La Force des ténèbres (De stille kracht) est un roman de l'écrivain néerlandais Louis Couperus, publié en 1900. C'est l'un de ses livres les plus connus avec Noodlot et Eline Vere.

## Résumé
En 1900, Otto van Oudijck est un résident néerlandais de 48 ans à Laboewangi, un lieu fictif en bord de mer près de Surabaya, à Java. De par son statut, il est le supérieur des membres de la noblesse locale, en particulier du régent d'ascendance royale Soerio Soenario. Van Oudjick se consacre entièrement à son travail. Remarié à la jeune Léonie, il ne s'aperçoit pas qu'elle le trompe avec son fils de vingt-trois ans Théo, né d'une première union avec une métis indonésienne « nonna ». Van Oudijck reçoit plusieurs lettres anonymes à ce propos, mais choisit de les ignorer. 
Sa fille Doddy a une liaison secrète avec Addy De Luce, un beau garçon indigène qui travaille pour la canneraie voisine, et avec qui elle se promène souvent le soir. Mais ni elle ni son père ne remarque que le séduisant Addy attire également Léonie.  
Van Oudijck semble en outre le père du jeune « Si-Oudijck » (« fils d'Oudijck »), vraisemblablement né d'une brève liaison qu'il a eue avec une femme de ménage. Mais il ne l'a jamais reconnu pour fils légitime, et refuse de lui parler. Au cours d'une rencontre secrète entre Theo et Si-Oudijck, les deux jeunes gens découvrent qu'ils vouent la même haine à leur père biologique. 
En conflit avec le gouvernement local, Van Oudijck congédie le régent de Ngadjiwa, frère de celui de Labuwangi, pour avoir parié sur les salaires de ses subordonnés, et s'être livré à de l'ivresse sur la voie publique, malgré les violentes supplications de sa mère. Il ignore en outre l'adat, qui régit les coutumes locales, malgré les avertissements du « monde des esprits » qu'il tient pour superstition. Il organise ainsi un marché (pasar malam) à une date proscrite, et néglige le repas sacrificiel attendu lors de l'inauguration d'un nouveau puits. 
Une mystérieuse « force des ténèbres » se fait alors jour. Alors qu'elle prend un bain, Léonie a la vision d'une pluie de piper betle rouge sang, et doit à sa femme de chambre indigène Oerip de se calmer. D'autres événements du même ordre surviennent : un miroir est détruit par une grosse pierre, le lit de Van Oudijck est souillé, des verres se brisent spontanément, le whisky prend une couleur « jaune ocre » et un bruit de marteau non identifié se fait entendre. Chaque fois Van Oudijck tente de trouver une explication, en vain. Dans le même temps, d'autres Néerlandais entendent des mystérieux cris d'enfants. 
Tout Laboewangi parle de ces événements étranges. Van Oudijck, dont la réputation est en jeu, emploie des soldats pour démolir la salle de bain et assainir la maison. Après une conversation avec le régent, les phénomènes cessent, sans qu'on ne sache s'ils proviennent d'un ennemi du résident ou de quoi que ce soit d'autre. Mais lui estime avoir repris le contrôle, et il finit par retrouver la sérénité. 
Les phénomènes reprennent néanmoins, toujours aux dépens de la famille de vab Oudijck. Apprenant que les rumeurs de liaison entre Théo et Léonie sont fondées, il tombe en dépression. Les lettres anonymes reçues à ce propos cessent quand il commence à donner de l'argent à Si-Oudijck, mais il se convainc malgré tout petit à petit de l'existence de la mystérieuse « force des ténèbres », perd confiance et tombe malade. 
Léonie met fin à sa relation avec Théo, et part pour l'Europe avec ses deux plus jeunes enfants. De son côté, Doddy épouse Addy. Quant à Van Oudijck, malgré l'importance qu'il voue à son travail, il démissionne, et part vivre à l'écart avec une Indonésienne. Dans une dernière conversation, il reconnaît définitivement la « force des ténèbres » qui l'a vaincu. 
Le roman se termine sur une description des Hadji, qui reviennent de La Mecque acclamés par les habitants. Selon la conclusion du narrateur, la vie quotidienne des Javanais, protégés par leur « force des ténèbres », n'est pas du tout affectée par l'européanisation que tentent de leur imposer les Occidentaux.

## Analyse

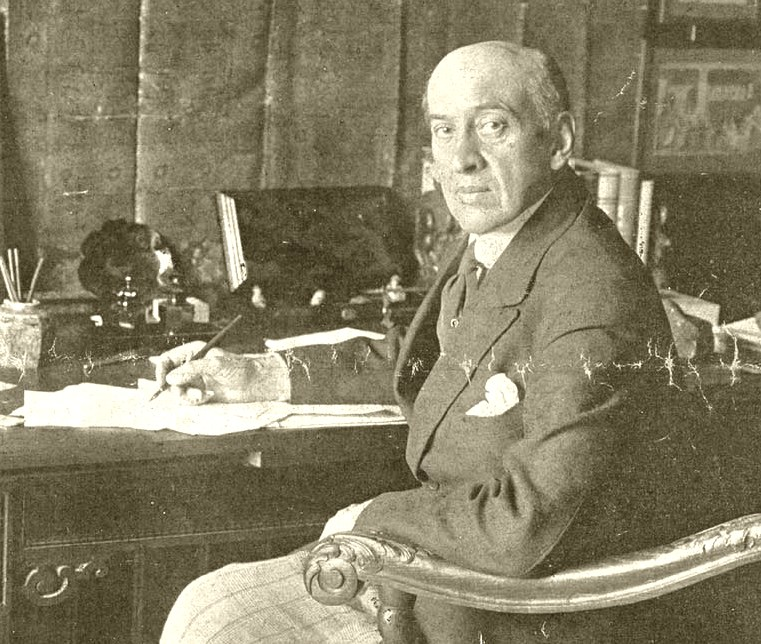
Louis Couperus en 1912.

Le thème principal du livre est le contraste entre l'Est et l'Ouest dans les Indes orientales néerlandaises, et la dérive progressive des personnages dans leur imaginaire. La « force des ténèbres », mystique et silencieuse (stille en néerlandais), est une métaphore de la résistance javanaise à la domination militaire néerlandaise, qui aboutira à l'indépendance de l'Indonésie moins de 50 ans après la première publication du roman. 
L'histoire s'inspire également d'incidents rapportés à Louis Couperus, comme une inexplicable averse de pierres qui aurait frappé le toit d'une maison néerlandaise à Java. En janvier 1917, l'auteur reprendra des événements similaires dans un feuilleton intitulé De badkamer (La salle de bain) publié dans le Haagse Post (nl), notamment l'apparition fantomatique d'une silhouette blanche dans une salle de bain qu'il dit avoir réellement vécu. Il est possible d'y voir un lien avec le Hadji du roman. 
Le livre reflète enfin l'époque, à travers notamment une collecte organisée pour soutenir les Boers dans la seconde guerre des Boers.
Le détail que donne Couperus à la scène où Léonie se déshabille et prend un bain a été perçue par nombre des lecteurs de 1900 comme de la pornographie. De telles descriptions ne choqueraient plus aujourd'hui.

## Adaptations
La Force des ténèbres a été adaptée dans une série télévisée (nl) en 1974. Le réalisateur Paul Verhoeven a également projeté d'en tirer un film avec son complice scénariste Gerard Soeteman. Mais le tournage, initialement prévu pour 2011, n'a finalement jamais eu lieu.
En 2014, De stille Kracht a été porté sur livre audio, lu par l'actrice néerlandaise Sylvia Poorta, sous une forme réécrite pour l'occasion. En septembre 2015, Ivo van Hove présente à la Ruhrtriennale (de) une adaptation pour le théâtre entreprise avec Peter Van Kraaij. 
Le groupe néerlandais Within Temptation aurait nommé l'album The Silent Force (« La Force silencieuse », traduction littérale de De stille kracht) en hommage au livre, mais on n'y décèle pas de véritables liens avec son contenu.